# 廣東公立農業專門學校
廣東公立農業專門學校，簡稱廣東農專，是民國時期的一所專科學校，也是國立廣東大學的四大組成學校之一，以及當今中山大學、國立中山大學的前身學校。

## 沿革
- 1909年，「广东农林试验场」创建
- 1911年，「广东农林试验场附设农业、林业讲习所」创建
- 1917年，改建为「广东公立农业专门学校」
- 1923年，與「廣東公立法政大學」、「國立廣東高等師範學校」合併升格「國立廣東大學」

## 外部連結
- 民国时期的五所中山大学[永久]